# Lista de municípios de Mato Grosso do Sul por população (2016)
Relação de municípios de Mato Grosso do Sul por população, em ordem decrescente, baseada na estimativa do IBGE de 2016. Todos os municípios deste estado tem acima de 3 mil habitantes.
| Posição                    | Município                  | População                  |
| Mais de 200.000 habitantes | Mais de 200.000 habitantes | Mais de 200.000 habitantes |
| -------------------------- | -------------------------- | -------------------------- |
| 1                          | Campo Grande               | 863 982                    |
| 2                          | Dourados                   | 215 486                    |
| Mais de 100.000 habitantes |                            |                            |
| 3                          | Três Lagoas                | 115 561                    |
| 4                          | Corumbá                    | 109 294                    |
| Mais de 40.000 habitantes  |                            |                            |
| 5                          | Ponta Porã                 | 88 164                     |
| 6                          | Maracaju                   | 59 042                     |
| 7                          | Sidrolândia                | 52 975                     |
| 8                          | Naviraí                    | 52 367                     |
| 9                          | Nova Andradina             | 51 764                     |
| 10                         | Aquidauana                 | 45 323                     |
| 11                         | Paranaíba                  | 41 626                     |
| Mais de 20.000 habitantes  |                            |                            |
| 12                         | Amambai                    | 38 030                     |
| 13                         | Ivinhema                   | 38 012                     |
| 14                         | Rio Brilhante              | 35 465                     |
| 15                         | Coxim                      | 33 231                     |
| 16                         | Caarapó                    | 28 867                     |
| 17                         | Miranda                    | 27 316                     |
| 18                         | Jardim                     | 25 617                     |
| 19                         | São Gabriel do Oeste       | 25 443                     |
| 20                         | Anastácio                  | 24 852                     |
| 21                         | Aparecida do Taboado       | 24 745                     |
| 22                         | Bela Vista                 | 24 223                     |
| 23                         | Ribas do Rio Pardo         | 23 526                     |
| 24                         | Chapadão do Sul            | 23 284                     |
| 25                         | Itaporã                    | 23 220                     |
| 26                         | Ladário                    | 22 228                     |
| 27                         | Bataguassu                 | 22 084                     |
| 28                         | Cassilândia                | 21 685                     |
| 29                         | Bonito                     | 21 267                     |
| 30                         | Itaquiraí                  | 20 401                     |
| 31                         | Terenos                    | 20 387                     |
| 32                         | Nova Alvorada do Sul       | 20 217                     |
| Mais de 10.000 habitantes  |                            |                            |
| 33                         | Costa Rica                 | 19 835                     |
| 34                         | Rio Verde de Mato Grosso   | 19 515                     |
| 35                         | Fátima do Sul              | 19 200                     |
| 36                         | Mundo Novo                 | 17 994                     |
| 37                         | Sonora                     | 17 941                     |
| 38                         | Porto Murtinho             | 16 686                     |
| 39                         | Iguatemi                   | 15 738                     |
| 40                         | Coronel Sapucaia           | 14 916                     |
| 41                         | Água Clara                 | 14 734                     |
| 42                         | Nioaque                    | 14 162                     |
| 43                         | Camapuã                    | 13 712                     |
| 44                         | Paranhos                   | 13 674                     |
| 45                         | Deodápolis                 | 12 712                     |
| 46                         | Eldorado                   | 12 176                     |
| 47                         | Brasilândia                | 11 884                     |
| 48                         | Aral Moreira               | 11 586                     |
| 49                         | Batayporã                  | 11 228                     |
| 50                         | Tacuru                     | 11 160                     |
| 51                         | Dois Irmãos do Buriti      | 11 049                     |
| 52                         | Sete Quedas                | 10 811                     |
| 53                         | Angélica                   | 10 304                     |
| 54                         | Guia Lopes da Laguna       | 10 063                     |
| Menos de 10.000 habitantes |                            |                            |
| 55                         | Glória de Dourados         | 9 976                      |
| 56                         | Anaurilândia               | 8 885                      |
| 57                         | Antônio João               | 8 744                      |
| 58                         | Japorã                     | 8 702                      |
| 59                         | Bodoquena                  | 7 859                      |
| 60                         | Pedro Gomes                | 7 738                      |
| 61                         | Santa Rita do Pardo        | 7 682                      |
| 62                         | Inocência                  | 7 641                      |
| 63                         | Laguna Carapã              | 7 097                      |
| 64                         | Jaraguari                  | 6 941                      |
| 65                         | Bandeirantes               | 6 783                      |
| 66                         | Juti                       | 6 476                      |
| 67                         | Selvíria                   | 6 469                      |
| 68                         | Vicentina                  | 6 034                      |
| 69                         | Caracol                    | 5 906                      |
| 70                         | Douradina                  | 5 775                      |
| 71                         | Corguinho                  | 5 622                      |
| 72                         | Rochedo                    | 5 300                      |
| 73                         | Paraíso das Águas          | 5 251                      |
| 74                         | Alcinópolis                | 5 114                      |
| 75                         | Rio Negro                  | 4 871                      |
| 76                         | Novo Horizonte do Sul      | 4 173                      |
| 77                         | Jateí                      | 4 031                      |
| 78                         | Taquarussu                 | 3 570                      |
| 79                         | Figueirão                  | 3 020                      |